# Yannick Ferrera
Yannick Ferrera y Caro, mieux connu sous le nom de Yannick Ferrera, né le 24 septembre 1980 à Uccle (Bruxelles) en Belgique, est un entraîneur de football belge, d'origine espagnole.
Il est actuellement l'entraîneur du Zamalek SC.

## Biographie
Il a fait ses études secondaires au lycée Maria Assumpta.

### Carrière d'entraîneur

#### RSC Anderlecht (équipes de jeunes)
Ferrera passe six ans comme entraineur à la RSCA Youth Academy où il côtoie notamment Romelu Lukaku.

#### Assistant de Francky Dury et Michel Preud'Homme
En 2010, il intègre le staff technique de KAA La Gantoise, occupant le poste d'analyste vidéo pour Francky Dury. L'année suivante, il quitte la Belgique et part avec Michel Preud'homme à Al-Shabab Riyad (Arabie saoudite) en tant qu'assistant.

#### Sporting de Charleroi
Ferrera signe à Charleroi son premier contrat d'entraineur principal en juillet 2012, devenant à 31 ans, dix mois et quatre jours le plus jeune entraineur de l'histoire de la Jupiler Pro League (défaite 4-2 face au KV Mechelen pour son premier match le 28 juillet). Contrairement à toute attente, sa première saison en tant que T1 se traduit par un vif succès puisqu'il parvient à assurer le maintien de l'équipe (l'objectif initial du club carolo). Il démissionne le 14 février 2013 à la suite d'un désaccord avec ses dirigeants.

#### Saint-Trond VV
Trois mois plus tard, Ferrera retrouve de l'embauche à Saint-Trond où il aura pour mission de ramener les Canaris en JPL. Lors de la saison 2013-2014, Yannick Ferrera finit 3e du championnat de division 2 et permet au club de participer au tour final. Il ne parvient pas à décrocher la timbale mais cela n'empêche pas les Trudonnaires de prolonger son contrat pour une saison supplémentaire. Le STVV remporte finalement le titre au terme de la saison 2014-2015 et effectue son retour parmi l'élite.

#### Standard de Liège
Après deux années et quelques semaines à la tête des jaunes et bleus, Yannick Ferrera réalise un de ses rêves en signant le 7 septembre 2015 au Standard, en remplacement de Slavoljub Muslin. Sa mission : redresser le club liégeois en grande difficulté après une entame de saison manquée. Ses débuts sont très difficiles, le club descendant même à la 16e et dernière place du classement le 17 octobre, après une défaite à domicile contre le KVC Westerlo (1-2). Ensuite, Ferrera gagne notamment à Charleroi en déplacement (2-3), contre Anderlecht (1-0) puis Bruges (2-0) à domicile. Terminant 7e de la phase classique du championnat, il ne parvient pas à qualifier son équipe pour les play-offs 1. Il remporte par contre la Coupe de Belgique le 20 mars 2016 en battant le Club de Bruges 2-1, qualifiant ainsi directement le Standard de Liège pour la phase de groupes de la Ligue Europa. 
La saison 2016-2017 démarre de nouveau mal pour les Rouches avec une défaite en Supercoupe face à Bruges et une seule victoire sur les cinq premiers matchs de championnat : un bilan insuffisant pour la direction qui souhaite accrocher le top 3. Yannick Ferrera est alors limogé le 6 septembre 2016, un an après son arrivée.

#### KV Malines
Il rebondit très rapidement puisque six jours plus tard, il signe au FC Malines où il succède à son successeur au club liégeois, Aleksandar Janković. Le Bruxellois manque de peu les PO1 en finissant à nouveau septième. Cette place honorable voit le contrat de Ferrera, qui avait initialement signé pour deux ans, être prolongé jusqu'en 2019.
Il est remercié le 23 octobre 2017 après un début de saison manqué avec une seule victoire en onze matchs.

#### Waasland-Beveren
Le 7 juin 2018, il devient le nouvel entraîneur de Waasland-Beveren, en remplacement de Sven Vermant.  Il signe un contrat portant sur deux saisons. Le 11 novembre, Ferrera est toutefois limogé à la suite de résultats décevants (14e du championnat avec une seule victoire et deux points d'avance sur le dernier).

#### Al-Fateh SC
Le 15 octobre 2019, Yannick Ferrera est nommé entraîneur principal du club saoudien Al-Fateh SC avec pour mission de maintenir le club en 1ère division, celui-ci étant dernier avec un seul point en six matches. Il réussit pleinement sa tâche (13e sur 16). De ce fait, il prolonge son contrat pour deux saisons supplémentaires le 10 septembre 2020.
La saison suivante, il emmène le club à une belle 7e place.
Lors de la saison 2021-2022, le club saoudien lutte à nouveau pour le maintien.  Le 10 janvier 2022, Yannick Ferrera, de commun accord avec les dirigeants saoudien, n'est plus l'entraîneur du club, celui-ci étant 12e et à un point du premier reléguable.

#### Omónia Nicosie
Le 21 octobre 2022, Yannick Ferrera devient le nouvel entraîneur principal du club chypriote Omónia Nicosie, en remplacement de Neil Lennon, limogé pour un début de saison manqué (4 défaites en 7 matches). Le belge signe un contrat jusqu'à l'été 2024. Malgré une belle remontée au classement (6e) et toujours en course pour se qualifier pour les play-offs, les dirigeants chypriotes décident de limoger Yannick Ferrera le 7 février 2023, moins de 4 mois à peine après son arrivée.

#### RWD Molenbeek
Fin mars 2024, aux portes des Relegation Play-offs, Ferrera s'engage avec le RWD Molenbeek avec pour mission de maintenir le club au sein de l'élite.
Après avoir redonné espoir à une équipe condamnée d'avance a descendre en D1B avant même l'entame des "Play-downs", Yannick Ferrera ne parvient pas à sauver le club bruxellois de la relégation à la suite de trois défaites consécutives à la fin de ce mini-championnat[réf. nécessaire].
Malgré cela, Yannick Ferrera est prolongé par le club de la capitale pour deux saisons supplémentaires avec mission de ramener les Bruxellois le plus vite possible en D1A.
Ayant raté la promotion directe à l'issue de la saison 2024-2025 et contraint aux barrages, le RWDM et Yannick Ferrera se séparent et c'est Igor de Camargo qui assure l'intérim.

#### Zamalek SC
Début juillet 2025, Yannick Ferrera officialise lui-même via ses réseaux sociaux qu'il devient le nouvel entraineur du club égyptien de Zamalek, qui a terminé à la troisième place de la Premier League égyptienne la saison précédente et remporté la Coupe d’Égypte.

## Palmarès
- Champion de deuxième division belge en 2015 avec Saint-Trond VV.
- Vainqueur de la Coupe de Belgique en 2016 avec le Standard de Liège.

## Vie privée
Né de père espagnol, Francisco Ferrera, et de mère italienne, ayant grandi et étudié en Belgique, Yannick Ferrera parle couramment cinq langues : le français — sa langue maternelle —, l'anglais, le néerlandais, l'espagnol et l'italien.
Il est le neveu de Manu et d'Emilio Ferrera, tous deux également entraîneurs professionnels.